# Нове село (ґміна)
Гміна Нове село (пол. Gmina Nowe Sioło) — колишня (1934—1939 рр.) сільська гміна Збаразького повіту Тарнопольського воєводства Польської республіки (1918—1939) рр. Центром гміни було село Нове село
До складу гміни входили сільські громади: Гнилички, Гущанки, Козярі, Лисичинці, Лозівка, Нове село, Ободівка, Сухівці, Шельпаки, Шили, Терпилівка. Налічувалось 1 835 житлових будинків. 

17 січня 1940 року ґміна ліквідована у зв’язку з утворенням Новосільського району.